# 서울신기초등학교
서울신기초등학교(新機初等學校)는 대한민국 서울특별시 양천구 신정3동에 있는 공립 초등학교이다.

## 학교 연혁
- 2000년 5월 15일: ‘서울신기초등학교’ 설립인가
- 2000년 9월 1일: ‘서울신기초등학교’ 개교
- 2000년 10월 2일: 서울신기초등학교 개교식
- 2001년 2월 16일: 제1회 졸업식